# Основно училище „Епископ Софроний Врачански“
Основно училище „Епископ Софроний Врачански“ е основно училище във Видин, България.
Разположено е на улица „Бачо Киро“ № 10 в квартал „Нов път“. Създадено е през 1941 година, след преместването на видинските цигани в новоизградения квартал, и е първото училище в страната, насочено към образоването циганите, които по това време са почти изцяло неграмотни. Към 2023 година училището носи името на духовника Софроний Врачански и има около 300 ученици.